# 山崎新平
山崎 新平（やまざき しんぺい）は、戦国時代の人物。浅井氏の家臣。
小諸藩の編纂史料『改撰仙石家譜』によると、同藩初代藩主・仙石秀久が元亀元年（1570年）の姉川の戦いで討ち取った浅井長政配下の「兵」であるという。『改撰仙石家譜』にはこれ以上の言及がなく、加えて他の史料では見当たらない名前であることから、山崎の出身地や戦死時の年齢、どの程度の身分であったかなどは一切不明である。